# The Herald (Glasgow)
Pour les articles homonymes, voir The Herald.
The Herald est un quotidien écossais de centre-gauche, fondé en 1783.
Fondé sous le nom de Glasgow Advertiser, il change plusieurs fois de nom, devenant The Herald and Advertiser and Commercial Chronicle en 1803, puis The Glasgow Herald en 1805 et enfin The Herald depuis 1992.
Publié de façon ininterrompue depuis 1783, il est l'un des quotidiens de langue anglaise les plus anciens.
Il est publié du lundi au samedi et tiré à 65 000 exemplaires.